# Cyclura ricordii
Cyclura ricordii — це загрожений вид кам'яної ігуани середнього розміру, велика травоїдна ящірка. Це ендемік острова Еспаньойла (як на Гаїті, так і в Домініканській Республіці). Відомо, що він співіснує з номінальним підвидом ігуани-носорога (C. cornuta cornuta); ці два види є єдиними таксонами скельних ігуан, яким це вдалося. Природними середовищами існування трьох субпопуляцій є жаркі, сухі лісисті савани на вапняку з доступом до ґрунту та піщані рівнини на півдні Еспаньйоли. Йому загрожує хижацтво інтродукованих хижаків і втрата середовища існування через надмірне випасання худоби та виробництво деревного вугілля.

## Опис
Це вид кам'яної ігуани з максимальною довжиною від морди до живота у самців 460 мм, у самиць до 430 мм, максимальна довжина хвоста становить 540 мм. Середня довжина від морди до живота при народженні становить 96 мм із хвостом 147 мм. Колір їхнього тіла сірувато-зелений плоский колір, позначений п'ятьма-шістьма жирними блідо-сірими шевронами, які чергуються з темно-сірими або чорними шевронами. У дорослих особин темні шеврони менш контрастні, ніж у молодих.